# Yoshiki Classical
A Yoshiki Classical Yoshiki japán rockzenész harmadik klasszikus zenei lemeze, mely  2013. augusztus 27-én jelent meg és negyedik helyen végzett az Oricon listáján. A Billboard klasszikus albumok listáján 11. helyezett volt, a Billboard Japan klasszikus albumok listáján és az iTunes Store klasszikus lemezek listáján pedig első volt, utóbbi esetben 10 országban.

## Számlista
Az összes dal szerzője Yoshiki. 
| 1.  | Miracle                                                          | 4:52  |
| 2.  | Red Christmas (Classical Version)                                | 7:20  |
| 3.  | Seize the Light (Live) [Classical Version]                       | 6:32  |
| 4.  | Golden Globe Theme                                               | 3:49  |
| 5.  | Tears (Classical Version)                                        | 5:04  |
| 6.  | Anniversary (Theme for the Emperor of Japan 10 Year Anniversary) | 7:18  |
| 7.  | Forever Love (Classical Version)                                 | 8:19  |
| 8.  | I'll Be Your Love [Classical Version]                            | 9:03  |
| 9.  | Amethyst                                                         | 6:20  |
| 10. | Say Anything (Classical Version)                                 | 10:09 |
| 11. | Golden Globe Theme (Quartet Version)                             | 3:48  |

| 1.  | Miracle                                  | 4:52 |
| 2.  | Seize the Light (Classical Version)      | 6:32 |
| 3.  | Golden Globe Theme                       | 3:49 |
| 4.  | Tears (Classical Version)                | 5:04 |
| 5.  | Red Christmas (Classical Version)        | 7:20 |
| 6.  | Anniversary                              | 7:18 |
| 7.  | Forever Love (Classical Version)         | 8:19 |
| 8.  | I'll Be Your Love (Classical Version)    | 9:03 |
| 9.  | Amethyst                                 | 6:20 |
| 10. | The Last Song (Classical Version) [Live] | 8:07 |
| 11. | Golden Globe Theme (Quartet Version)     | 3:48 |

| 1. | Miracle                              | 4:52  |
| 2. | Golden Globe Theme                   | 3:49  |
| 3. | Tears (Classical Version)            | 5:04  |
| 4. | Amethyst                             | 6:20  |
| 5. | Say Anything (Classical Version)     | 10:09 |
| 6. | Golden Globe Theme (Quartet Version) | 3:48  |
| 7. | Forever Love (Piano Solo Version)    | 4:36  |